# 7-hydroximitragynin
7-hydroximitragynin (7-OH) är en terpenoid idolalkaloid som utvinns från Mitragyna speciosa, ett sydostasiatiskt träd som fått det svenska namnet kratom. Den beskrevs första gången 1994 och är en naturlig produkt som härrör från mitragynin som finns i kratombladet. 7-OH binder till opioidreceptorer som mitragynin, men forskning tyder på att 7-OH binder med större effektivitet.

7-acetoxymitragynin

## Farmakologi
7-Hydroxymitragynin, liksom mitragynin, verkar vara en blandad opioidreceptoragonist/antagonist, som fungerar som en partiell agonist vid μ-opioidreceptorer och som en kompetitiv antagonist vid δ- och κ-opioidreceptorer. Bevis tyder på att 7-OH är mer potent än både mitragynin och morfin. 7-OH aktiverar inte β-arrestinvägen som traditionella opioider, vilket innebär att symtom som andningsdepression, förstoppning och sedering är mycket mindre uttalade.
7-OH genereras från mitragynin in vivo genom levermetabolism och kan stå för en betydande del av de effekter som traditionellt förknippas med mitragynin. Även om 7-OH förekommer naturligt i kratomblad, gör det i så låga mängder att eventuellt intaget 7-OH är oviktigt jämfört med 7-OH som genereras i kroppen.

### Metabolism
7-Hydroxymitragynin kan omvandlas till mitragynin upp till 45 procent i humana levermikrosomer under en 2 timmars inkubation och bryts ned till 27 procent i simulerad magvätska och bryts ned upp till 6 procent i simulerad tarmvätska. 7-Hydroxymitragynin kan metaboliseras till mitragynin pseudoindoxyl i blodet men inte i levern. Intressant nog visade sig denna ännu mer potenta opioid existera i en blandning av stereoisomerer i biologiska system.

Mitragynine pseudoindoxyl

| Förening                 | Affiniteter (Ki) | Affiniteter (Ki) | Affiniteter (Ki) | Förhållanden | Ref    |
| Förening                 | MOR              | DOR              | KOR              | MOR:DOR:KOR  | Ref    |
| ------------------------ | ---------------- | ---------------- | ---------------- | ------------ | ------ |
| 7-Hydroxymitragynin      | 13,5             | 155              | 123              | 1:11:9       | [ 10 ] |
| Mitragynin               | 7,24             | 60,3             | 1 100            | 1:8:152      | [ 10 ] |
| Mitragynin pseudoindoxyl | 0,087            | 3,02             | 79.4             | 1:35:913     | [ 10 ] |